# BSG Motor Zeiss Jena
Die BSG Motor Zeiss Jena war eine Anfang der 1950er Jahre gegründete Sportgemeinschaft im thüringischen Jena. Sie wurde lediglich durch ihre Fußballsektion überregional bekannt. Die BSG Motor Zeiss ist nicht zu verwechseln mit der BSG Motor Jena, die 1951 gegründet und 1954 in den SC Motor Jena umgewandelt wurde.

## Geschichte
Im Rahmen der Bildung von Betriebssportgemeinschaften (BSG) im Sportbetrieb der DDR gründete auch der Volkseigene Betrieb (VEB) Carl Zeiss Jena eine eigene BSG, die entsprechend ihrer Zuordnungen zur Gewerkschaftsorganisation Metall die Bezeichnung BSG Motor Zeiss Jena erhielt. Wie üblich bot die BSG mehrere Sportsektionen an, von denen jedoch nur die Sektion Fußball überregionale Bedeutung erlangte. 
Auf der Ebene des DDR-Bezirks Gera trat die BSG Motor Zeiss erstmals 1956 als Aufsteiger in die viertklassige Bezirksliga in Erscheinung. Sie wurde zur Überraschungsmannschaft, da sie als Neuling sofort die Bezirksmeisterschaft gewann. In der Aufstiegsrunde zur II. DDR-Liga scheiterten die Jenaer und fielen in der Saison 1957 in der Bezirksliga auf den 11. zurück. Ein Jahr später musste die Mannschaft als 13. und Vorletzter aus der Bezirksliga absteigen. 
Erst 1960 gelang die Rückkehr in die Bezirksliga. In der anschließenden Spielzeit wurde der DDR-Fußball auf den Sommer-Frühjahr-Rhythmus umgestellt, gleichzeitig wurde die Bezirksliga Gera in zwei Staffeln aufgeteilt. In der 1961/62 über 33 Runden laufenden Saison gelang der BSG Motor Zeiss erneut ein Durchmarsch zur Bezirksmeisterschaft. Diese berechtigte diesmal automatisch zum Aufstieg in die II. DDR-Liga, in der die Zeiss-BSG 1962/63 unter den 14 Mannschaften der 5. Staffel Platz 5 erreichte. Anfang 1963 hatte der ehemalige DDR-Auswahlspieler Karl Schnieke das Training übernommen. Die gute Platzierung war jedoch ein Pyrrhussieg, da die II. DDR-Liga nach Saisonende aufgelöst wurde. Ab 1963/64 trat Motor Zeiss wieder in der Bezirksliga Gera, nun drittklassig, an. Nach einem 5. Platz 1964 gewannen die Jenaer 1965 zum dritten Mal die Bezirksmeisterschaft, konnten sich in der Aufstiegsrunde zur DDR-Liga aber nicht durchsetzen. Im Laufe der Saison 1965/66 wurde die Fußballsektion der BSG Motor Zeiss Jena in den neu gegründeten FC Carl Zeiss Jena integriert und spielte ab 1966 als FC Carl Zeiss Jena II weiter.

## Ligenübersicht
- Bezirksliga Gera: 1956–1958
- Bezirksklasse Gera: 1959–1960
- Bezirksliga Gera: 1961/62
- II. DDR-Liga: 1962/63
- Bezirksliga Gera: 1963/64–1965